# Ray Stephen Oche
Ray Stephen Oche (* 28. Juni 1936 in Edikwu Village, Oturkpo, Idoma Division, Benue-Plateau, Nigeria) ist ein nigerianischer Musiker (Trompete, Flöte, Gesang) des Afrobeat.

## Leben und Wirken
Oche entstammt einer traditionellen Musikerfamilie. Im Alter von acht Jahren hatte er sich als Flötist in der Schulband etabliert. Als Jugendlicher spielte er in lokalen Bands und entwickelte sich zum Obinde-Sänger. Bald tourte er durch das nördliche Nigeria, um Idoma-Gemeinschaften musikalisch zu unterhalten.  
1953 zog Oche nach Lagos, wo er zunächst in den Highlife-Bands von Stephen Amechi und dann von Bobby Benson arbeitete, bevor er sein eigenes Orchester gründete, mit dem er auf Tournee ging. Dann ließ er sich mit seiner Formation in Accra nieder, wo er an der Ghana Military School of Music studierte und Guy Warren begegnete. 1963 kehrte er nach Lagos zurück und spielte zunächst bei Chris Ajilo & His Cubanos, bevor er seine neue Band Outer Space gründete, mit der er durch Sierra Leone tourte, um dann in Gambia und Senegal aufzutreten. 1965 zog er nach Paris; von dort tourte er mit seiner Band in der Schweiz, in Italien, Spanien und Frankreich.
1970 trat Oche mit Alan Silva und dessen Celestial Communications Orchestra auf einigen Festivals auf, veröffentlichte aber auch sein Album Interpretation of the Original Rhythm bei dem Sonodisc-Label Disques Espérance. 1971 ging er mit dem Quartett von Noah Howard nach Dänemark, Deutschland und die Niederlande. Zurück in Paris gründete er sein Freedom Suite Orchestra, mit dem er in Algerien oder Tunesien unterwegs war. 1972 holte ihn Anthony Braxton in sein Creative Music Orchestra, um mit ihm sein Werk RBN----3° K12 einzuspielen. Mitte der 1970er Jahre nahm Oche mit seinem Matumbo-Orchester ein weiteres Album für Disques Espérance auf, No Discrimination. Er ist auch auf Alben von Bongos Ikwue & The Groovies, Felix Lebarty, Judith Ezekoka oder Nkem Njoku & Ozzobia Brothers zu hören.